# 948
948 (CMXLVIII) var ett skottår som började en lördag i den julianska kalendern.

## Händelser

### Okänt datum
- Ribe biskopsdöme i Danmark upprättas.

## Födda
- Emma av Italien, drottning av Frankrike.

## Avlidna
- Romanos I, bysantinsk kejsare.
- Gormflaith ingen Flann Sinna, irländsk drottning.